# 마르첼 코라슈
마르첼 코라슈(루마니아어: Marcel Coraș, 1959년 5월 14일, 아라드 주 아라드 ~)는 루마니아의 전직 프로 축구 선수로, 현역 시절 스트라이커로 활약했다.

## 경력
그는 아라드 출신으로, 1977년에 디비지아 A에 속한 고향의 UTA 아라드에서 신고식을 치렀다. 그는 1983년부터 1988년까지 스포르툴 스투덴체스크에서 활약하면서 전성기를 보냈는데, 1986년에 리그 준우승을 거두었다. 그는 1984년에 20골로 디비지아 A 득점왕에 등극하기도 했다. 그는 1995년에 UTA 아라드에서 4번에 나누어 활약한 끝에 은퇴했다.
코라슈는 루마니아 국가대표팀 경기에도 36번 출전해 6골을 기록했고, 자국을 대표로 유로 1984에 참가했다.

## 수상

### 클럽
스포르툴 스투덴체스크
- 디비지아 A 준우승: 1985–86

### 개인
- 디비지아 A 득점왕: 1983–84
- 유러피언 실버슈: 1988–89[2]